# ناتالی پاپاازوغلو
ناتالی پاپاازوغلو (اوکراینی: Наталія Папазоглу؛ زادهٔ ۱۹۸۳ (۴۱–۴۲ سال)) خواننده، ترانه‌سرا اهل اوکراین است.